# Keith Smart
Jonathan Keith Smart (Baton Rouge, Luisiana; 21 de septiembre de 1964) es un exjugador y entrenador de baloncesto estadounidense que desarrolló la mayor parte de su carrera profesional en la CBA, llegando a jugar tan solo 2 partidos en la NBA. Es conocido por ser el autor de la canasta que dio el triunfo a la Universidad de Indiana en la Final de la NCAA de 1987. Con 1,85 metros de altura, jugaba en la posición de base. En la actualidad trabaja como entrenador asistente en los Arkansas Razorbacks de la División I de la NCAA.

## Trayectoria como jugador

### Universidad
Comenzó su andadura universitaria en el pequeño centro del Garden City Community College de Kansas, donde permaneció 2 temporadas en las que promedió 21,4 puntos por partido, siendo elegido All-American de la NJCAA. Fue entonces transferido a la Universidad de Indiana, entrenada por el polémico Bobby Knight. En su primer año en Indiana, los Hoosiers se plantaron en la Final de la NCAA, jugando ante la Universidad de Syracuse. A falta de medio minuto para el final, sus rivales fallaron un tiro libre dejando el marcador un punto arriba para ellos. Indiana agotó la posesión, lanzando Keith Smart prácticamente sobre la bocina, para dar el triunfo a los Hoosiers por 74-73.
En el total de su trayectoria universitaria promedió 12,1 puntos y 3,0 rebotes por partido.

### Selección nacional
Smart fue parte de la selección de baloncesto de Estados Unidos que obtuvo la medalla de plata en los Juegos Panamericanos de 1987.

### Profesional
Fue elegido en el puesto 41 de la segunda ronda del Draft de la NBA de 1988 por Golden State Warriors, pero no llegó a firmar contrato con ellos. Firmó con San Antonio Spurs, con los que únicamente disputó dos partidos. 
Posteriormente jugó para los Worcester Counts, los Halifax Windjammers y el Youngstown Pride de la World Basketball League, una liga menor que tenía una restricción de altura. Asimismo también actuaría en la Continental Basketball Association, vistiendo los colores de los Cedar Rapids Silver Bullets, los Rapid City Thrillers, los Florida Beach Dogs y el Fort Wayne Fury.
Smart también hizo excursiones fuera de su país para jugar como fichaje extranjero en Filipinas, Francia y Venezuela.

## Trayectoria como entrenador
Tras dejar el baloncesto en activo, Smart pasó 3 años como entrenador de los Fort Wayne Fury de la CBA, donde consiguió un balance de 85 victorias y 83 derrotas (50,6%), siendo elegido en 5 ocasiones entrenador del mes.
En el verano de 2005 fue contratado como entrenador de la selección de República Dominicana, con la que disputó el Campeonato FIBA Américas 2005, celebrado precisamente en la República Dominicana, y en la que acabaron en la sexta posición.
Previamente había sido entrenador asistente de Cleveland Cavaliers de la NBA, llegando a ocupar el puesto de entrenador principal en la temporada 2002-03, tras la destitución de John Lucas. Su balance fue de 9 victorias en 41 partidos, siendo en ese momento el segundo entrenador más joven de la liga, con 38 años, solo por detrás de Eric Musselman. Posteriormente firmó con Golden State Warriors, y en enero de 2012 se convirtió en el entrenador de Sacramento Kings.
[actualizar]

#### Estadísticas
| Equipo                | Temp.   | P   | V  | D   | %V-D | Finalizó       | PP | VP | DP | %V-DP | Resultado   |
| --------------------- | ------- | --- | -- | --- | ---- | -------------- | -- | -- | -- | ----- | ----------- |
| Cleveland Cavaliers   | 2002-03 | 40  | 9  | 31  | .225 | 8º en Central  | —  | —  | —  | —     | No Playoffs |
| Golden State Warriors | 2010-11 | 82  | 36 | 46  | .439 | 3º en Pacífico | —  | —  | —  | —     | No Playoffs |
| Sacramento Kings      | 2011-12 | 59  | 20 | 39  | .339 | 5º en Pacífico | —  | —  | —  | —     | No Playoffs |
| Sacramento Kings      | 2012-13 | 82  | 28 | 54  | .341 | 4º en Pacífico | —  | —  | —  | —     | No Playoffs |
| Total                 |         | 263 | 93 | 170 | .354 |                |    |    |    |       |             |

## Estadísticas de su carrera en la NBA

### Temporada regular
| Temporada | Edad | Equipo            | Liga | P | TIT | MIN | TC  | TCA | %TC  | 3P  | 3PA | %3P  | TL  | TLA | %TL   | R.OF. | R.DEF. | REB | ASIS | ROB | TAP | PER | FP  | PTS |
| 1988-89   | 24   | San Antonio Spurs | NBA  | 2 | 0   | 6.0 | 0.0 | 1.0 | .000 | 0.0 | 0.5 | .000 | 1.0 | 1.0 | 1.000 | 0.0   | 0.5    | 0.5 | 1.0  | 0.0 | 0.0 | 1.0 | 0.0 | 1.0 |
| Total     |      |                   | NBA  | 2 | 0   | 6.0 | 0.0 | 1.0 | .000 | 0.0 | 0.5 | .000 | 1.0 | 1.0 | 1.000 | 0.0   | 0.5    | 0.5 | 1.0  | 0.0 | 0.0 | 1.0 | 0.0 | 1.0 |